# Bao Ngoc Georges Vinh San
 (septembre 2009).
Si vous disposez d'ouvrages ou d'articles de référence ou si vous connaissez des sites web de qualité traitant du thème abordé ici, merci de compléter l'article en donnant les références utiles à sa vérifiabilité et en les liant à la section « Notes et références ».
Nguyễn Phúc Bảo Ngọc, alias Georges Vinh-San, né le 31 janvier 1933 à Saint-Denis de La Réunion, est le  fils aîné du prince Vinh San (empereur Duy Tân de 1907 à 1916) et de Fernande Antier, originaire de Salazie à l'Île de la Réunion, compagne du prince Vinh San pendant sa déportation (1916-1945) et avec laquelle il aura eu quatre enfants. Mais elle ne sera pas la seule et unique femme avec laquelle il aura eu des enfants.

## Historique
Le prince Bảo Ngọc est le descendant direct de trois empereurs de la dynastie des Nguyễn au Viêt Nam : l'empereur Dục Đức, son arrière-grand-père ; l'empereur Thành Thái, son grand-père ; et l'empereur Duy Tân, son père.
Son nom princier de Bảo Ngọc exprime son appartenance à la huitième génération issue de l'empereur Gia Long, le fondateur de la dynastie des empereurs Nguyễn en 1804.
Après des études primaires et secondaires à la Réunion et au lycée Chasseloup-Laubat à Saïgon, le prince s'engage dans l'armée coloniale française. Bảo Ngọc parcourt la France continentale,notamment Paris, Toulouse, Fréjus puis la Martinique, où il se marie avec Monique, en mai 1954, à la mairie de Fort-de-France.
Il rejoint la métropole en juillet 1956. Après un court passage à Marseille, il embarque pour Madagascar, s'installe à Tamatave sur la côte Est de l'île, mais ce séjour ne dure que quelques mois. Étant militaire, il est rappelé en France pour rejoindre son unité à Marseille, partant en Algérie dans le but d'occuper la région du ruisseau des Singes, du côté de Mouzailla.
En 1963, il est affecté dans une unité d'artillerie à Melun en Seine-et-Marne. C'est là que Bảo Ngọc termine sa carrière militaire en 1967.
Rendu à la vie civile, un emploi à la société Continental-France-import-export de céréales l‘occupe jusqu'en 1969, où il décide de passer un concours pour rentrer au ministère des Finances. Il est reçu et affecté à la Direction générale des douanes et droits indirects. Son nouveau lieu de travail est à l'aéroport d'Orly, au service de contrôle des voyageurs et du fret aérien.
S'intéressant aux conditions morales et matérielles de la population douanière, il s‘engage dans l'organisation syndicale Force ouvrière et élu, en 1975, membre permanent du Bureau national de FO, siégeant rue des Petites-Écuries, Paris Xe, jusqu'en 1988.
Le prince Bảo Ngọc retrouve le service douanier dans une affectation à l'Interrégion des Douanes d'Île-de-France et y reste jusqu'en 1991. Une mutation à l'Île de la Réunion, au fret aérien à l'aéroport de Gillot à Saint-Denis de La Réunion, le ramène sur son île natale de 1991 à 1996.
À la retraite, toujours accompagné de son épouse Monique, le prince Bảo Ngọc rentre en France métropolitaine et consacre son temps libre à des recherches historiques au sujet de son père, l‘empereur Duy Tan, aux voyages au berceau impérial à Huế ou en Californie aux États-Unis, à des cérémonies à la mémoire de la dynastie des Nguyễn.
Le prince et son épouse, Monique Vinh San, ont quatre enfants : Chantal Vinh San, Patrick Vinh San, Annick Vinh San, Pascale Vinh San, neuf petits-enfants et deux arrière-petits-enfants.